# Pteraster koehleri
Pteraster koehleri är en sjöstjärneart som beskrevs av A.M. Clark 1962. Pteraster koehleri ingår i släktet Pteraster och familjen knubbsjöstjärnor. Inga underarter finns listade i Catalogue of Life.